# Gangkhar Puensum
Gangkhar Puensum är Bhutans högsta berg, och världens högsta obestigna bergstopp. Det är 7571 meter högt och har en primärfaktor på över 2990 meter. Efter att Bhutan öppnades för bergsbestigning 1983 har fyra expeditioner misslyckats att nå toppen 1985 och 1986. 1998 lyckades dock ett team att ta sig upp på ett av bergets mindre toppar från Tibetsidan.
Bergets höjd mättes för första gången 1922, men alla kartor över området är inte exakta och berget visas ibland på olika platser med olika höjder. Detta ledde till att de första som försökte bestiga berget över huvud taget inte kunde finna det.
Boken som är baserad på 1986 års expedition bestämmer bergets höjd till 7 528 meter (24 770 fot), och hävdar att berget ligger helt inom den bhutanska gränsen, medan det närliggande Kula Kangri ligger i Tibet. Kula Kangri, 7554 meter högt, är ett annat berg som ligger 30 kilometer nordöst som först bestegs 1986. Kartor beskriver det ibland i Tibet och ibland i Bhutan.
Sedan 1994 har det varit olagligt i Bhutan att bestiga berg med en höjd över 6000 meter över havet, för att visa respekt för lokala religioner. Sedan 2003 är bergsbestigning helt och hållet förbjudet. Detta leder till att Gangkhar Puensum är världens högsta berg som aldrig har bestigits.